# زوي ليونارد
زوي ليونارد (بالإنجليزية: Zoe Leonard)‏ هي مصورة أمريكية، ولدت في 1961 في ليبرتي في الولايات المتحدة.

## وصلات خارجية
- زوي ليونارد على موقع ديسكوغز (الإنجليزية)